# Мартин Чалфи
Мартин Чалфи (енгл. Martin Chalfie; Чикаго, 1. фебруар 1947) је амерички неуробиолог и професор на Универзитету Колумбија у Њујорку.
Флуоресцентни протеин је проучавао од 1988. Године 1994, заједно са асистентом Џиа Јуширкеном, објавио је знаменити научни чланак „Зелени флуоресцентни протеин као маркер за означавање гена“.
Награђен је Нобеловом наградом за хемију 2008. године, за откриће зеленог флуоресцентног протеина, заједно са колегама Роџером Ченом и Осаму Шимомуром.